# Cladius compressicornis
Cladius compressicornis är en stekelart som först beskrevs av Fabricius 1804.  Cladius compressicornis ingår i släktet Cladius, och familjen bladsteklar. Arten är reproducerande i Sverige.